# ويليام إل. آدامز (رجل أعمال)
ويليام إل. آدامز (بالإنجليزية: William L. Adams)‏ هو شخصية أعمال أمريكي، ولد في 5 يناير 1914، وتوفي في 27 يونيو 2011.